# 伊舟城源一郎
伊舟城 源一郎（いばらき げんいちろう、天保元年（1830年） - 元治元年12月26日（1865年1月23日））は、幕末の武士。名は致美。通称ははじめ宗一郎。

## 経歴・人物
播磨国姫路藩士。文久2年（1862年）上洛。他藩の尊攘派と交流し尊王攘夷運動に参加、文久3年1月29日の賀川肇暗殺事件に関与。元治元年（1864年）藩に戻るが、事件が発覚し処刑された。
明治31年（1898年）、正五位を追贈された。